# Радио Браво
Радио Браво е бившо българско радио.
Създадено е на 21 ноември 1995 от Тончо Бебов. Радиото излъчваше 50% българска музика и 50% чужда.
Радио Браво излъчваше във Варна на 96.4 (Радио Мая), в Шумен на 105.4 (Радио Мая), Добрич 89.3 (Радио Фокус). До 2002 излъчваше и в Несебър на честота 87.6 (Радио Фреш). През 2005 излъчването в Несебър е подновено, но на друга честота - 107.5 (Радио Фокус). От 2001 до 2011 излъчваше и в Бургас. (Power FM.)
През лятото на 2009 стартира и в Царево и Ахтопол на 88.0, но от 2011 излъчва Power FM.
През 2012 излъчването в Несебър е спряно.
През лятото на 2011 собственика и основателя на радиото Тончо Бебов почина. Оттогава собственик е Силвия Ботинова.
През 2014 радиото е купено от Радио Мая, а през 2015 в Шумен и Варна стартира Радио Мая.